# Vesperus lucasi
Vesperus lucasi es una especie de insecto coleóptero de la familia Vesperidae. Estos longicornios se distribuyen por el sur de la España peninsular (Andalucía).
V. lucasi mide entre 13,5 y 19 mm, estando activos los adultos en agosto y septiembre.